# Billy Hughes (calciatore 1948-2019)
William Hughes, meglio conosciuto con il nome Billy (Coatbridge, 30 dicembre 1948 – 20 dicembre 2019), è stato un calciatore scozzese, di ruolo attaccante.

## Carriera

### Club
Hughes si forma nel Sunderland, entrando a far parte della prima squadra dal 1966, esordendo il 4 febbraio 1967 nel pareggio casalingo per 2-2 contro il Liverpool. Milita nei Black Cats sino al 1977, giocando cinque stagioni in First Division e sei in Second Division, vincendo la FA Cup 1972-1973 e il campionato cadetto 1975-1976. Negli undici anni di militanza con il club ha giocato 335 incontri ufficiali, segnando 81 reti.
Nell'estate 1967 con il Sunderland disputò il campionato nordamericano organizzato dalla United Soccer Association: accadde infatti che tale campionato fu disputato da formazioni europee e sudamericane per conto delle franchigie ufficialmente iscritte al campionato, che per ragioni di tempo non avevano potuto allestire le proprie squadre. Il Sunderland rappresentò i Vancouver Royal Canadians, che conclusero la Western Division al quinto posto finale.
Nell'agosto 1977 passa al Derby County, impegnato nella First Division 1977-1978, che lascerà nel dicembre dello stesso anno per giocare nel Leicester City, con cui retrocederà in cadetteria al termine del torneo. Nel febbraio 1979 passa in prestito al Carlisle Utd, club di terza serie.
Nel 1980 torna in America, ingaggiato dal S.J. Earthquakes, con cui gioca un solo incontro nella NASL, stagione chiusa al quarto e ultimo posto nella Western Division.
Terminata l'esperienza americana, torna a Leicester per giocare nel Enderby Town. Hughes è morto all'età di 70 anni dopo una lunga malattia.

### Nazionale
Il 16 aprile 1975 ha giocato un incontro amichevole con la nazionale maggiore, subentrando a Graeme Souness nel pareggio contro la Svezia. 

#### Cronologia presenze e reti in Nazionale
| Cronologia completa delle presenze e delle reti in nazionale ― Scozia | Cronologia completa delle presenze e delle reti in nazionale ― Scozia | Cronologia completa delle presenze e delle reti in nazionale ― Scozia | Cronologia completa delle presenze e delle reti in nazionale ― Scozia | Cronologia completa delle presenze e delle reti in nazionale ― Scozia | Cronologia completa delle presenze e delle reti in nazionale ― Scozia | Cronologia completa delle presenze e delle reti in nazionale ― Scozia | Cronologia completa delle presenze e delle reti in nazionale ― Scozia |
| Data                                                                  | Città                                                                 | In casa                                                               | Risultato                                                             | Ospiti                                                                | Competizione                                                          | Reti                                                                  | Note                                                                  |
| --------------------------------------------------------------------- | --------------------------------------------------------------------- | --------------------------------------------------------------------- | --------------------------------------------------------------------- | --------------------------------------------------------------------- | --------------------------------------------------------------------- | --------------------------------------------------------------------- | --------------------------------------------------------------------- |
| 16-4-1975                                                             | Göteborg                                                              | Svezia                                                                | 1 – 1                                                                 | Scozia                                                                | Amichevole                                                            | -                                                                     | 54’                                                                   |
| Totale                                                                |                                                                       | Presenze                                                              | 1                                                                     |                                                                       | Reti                                                                  | 0                                                                     |                                                                       |

## Palmarès

### Competizioni nazionali
- Coppa d'Inghilterra: 1

Sunderland: 1972-1973
- Second Division: 1

Sunderland: 1975-1976